# Balonmano Mar Sagunto
Balonmano Mar Sagunto fue un club de balonmano femenino establecido en la ciudad de Sagunto, España. 

## Historia
El equipo se fundó por la Sección Femenina en Valencia en 1963 como Medina Valencia, convirtiéndose en 1978 en Íber Valencia. 
En 1994 se trasladó a La Eliana y pasó a llamarse El Osito L'Eliana y Milar L'Eliana. 

### Iber Valencia
Con la fusión de dos clubes valencianos, el Furukawa y el Medina Valencia (3 veces campeón de liga, en el 1967-68, 1968-69 y el 1973-74) nace la historia como Iber Valencia en 1978, patrocinado por la empresa Iberinox SA. De aquella época algunas de las jugadoras más históricas españolas: Raquel Vizcaíno, Maru Sánchez, Silvia del Olmo, Izaskun Múgica, Susana Pareja, Amparo Segura, María José Ribes, Vicenta Cano, Concha de Pinedo, Esperanza Tercero, Mercedes Fuertes, Luisa Martin, Yolanda Soria, Cristina Vicente-Almazán, Ángeles Capilla, Sagrario Santana, Cristina Mayo, Águeda Batista, Rosa Muñoz, Mercedes Fuertes o Nanda Koninckx, jugadoras que han marcado la primera época del balonmano femenino de España. 13 veces campeona de la Copa de la Reina y 16 veces campeona de la Liga española, reinó en el deporte femenino con mano de hierro. 

### La era dorada y la Copa de Europa
Este periodo desde su fundación hasta el traslado a Sagunto en 2004 marca la época más prolífica de un club de balonmano femenino español: 23 ligas en 24 años, 19 Copas de la Reina en 21 temporadas y la máxima competición de clubes europeos, la Copa de Europa de 1997, la Supercopa de Europa de la misma temporada y la Recopa de Europa del 2000.
Sandra Alonso, Maite Andreu, Mireia Espí, Cristina Gómez, Natalia Morskova, Svetlana Bogdanova, Izaskun Múgica, Silvia Navarro, Silvia del Olmo, Susana Pareja y Sagrario Santana, capitaneadas por la histórica Montse Puche y entrenada por la mujer más laureada de la historia del balonmano español, Cristina Mayo, inscribieron sus nombres en el olimpo del balonmano nacional e internacional con la consecución de la Copa de Europa, el único cetro de la máxima competición europea en posesión de un equipo español.

### Últimos años
En 2004, se vuelve a trasladar, esta vez a Sagunto, pasando a ser Mar Sagunto. Pasó apuros económicos, pero la entrada de la empresa Astroc como patrocinador a partir de noviembre de 2004, dio al equipo una tranquilidad económica y ganó la Liga. Este mismo año el Astroc Sagunto disputó la final de la Copa de la Reina, que perdió frente al Elda Prestigio y llegó hasta los cuartos de final de la Recopa de Europa, cayendo frente al Koprivnica croata.
La temporada siguiente el equipo tuvo diversas bajas de importancia, debido a la salida de importantes jugadoras, al fichar por otros equipos o por retirada. Esa temporada el equipo alcanzó las semifinales de la Champions League, en las que fue eliminado por el potente Viborg danés, que se proclamó finalmente campeón de la competición. En la liga doméstica el Astroc Sagunto obtuvo el segundo puesto. En la Copa de la Reina disputada en León, el equipo fue derrotado en semifinales frente al Akaba Bera Bera de San Sebastián.
La temporada 2006-07 se inició con la derrota en la final de la Copa ABF en León contra el equipo anfitrión. Posteriormente cayó en la Copa de Europa por el potente equipo danés Aalborg DH, debiendo disputar la Copa EHF, de la que también fue eliminado en octavos por el subcampeón, el Ikast Bording. En la Copa de la Reina disputada en La Eliana (Valencia) fue semifinalista, perdiendo ante el Cementos La Unión Ribarroja; y en la competición española, después de una apretada liga, acabó en la destacada segunda plaza.

### Desaparición
En 2007 la empresa Astroc deja el patrocinio del equipo, y el club empezó la temporada 2007-08 compitiendo con la denominación de Balonmano Sagunto, denomincación que mantuvo hasta la entrada como patrocinador de Parc Sagunt, pasando a llamarse Parc Sagunto. Durante este tiempo apenas se contaba con medios económicos y el equipo fue eliminado de la Copa EHF, ganó la Copa ABF, y se mantuvo en los puestos altos de la tabla. Esta misma temporada el equipo logró ganar la Copa de la Reina.
Las temporadas 2008-09 y 2009-10 el equipo mantuvo el patrocinio de Parc Sagunt; en estas temporadas el equipo logró ganar una nueva Copa ABF(2008-09) y acabar en la clasificación liguera siempre en puestos de acceso a competición europea.
Finalmente en la temporada 2010-11 el conjunto saguntino pierde a su patrocinador y prácticamente se ve abocado a su desaparición. Tras estar durante meses en filo de la navaja, el conjunto consigue financiación para terminar la campaña sin más pretensiones que no descender de categoría. Pese a todo, el equipo, ahora denominado Balonmano Mar Sagunto, tiene una buena campaña en la que otra vez consigue acabar en puestos de acceso a competición europea.
En 2012, ante la inviabilidad económica del Mar Sagunto, se fusiona con el Club Esportiu Handbol Marítim, con el nombre comercial de Valencia Aicequip, cediendo los derechos federativos del Mar Valencia para competir en la División de Honor y en la Copa EHF. En 2013 se disolvió.

### Nombres a lo largo de la historia[3]
- Valencia (1963–93)
  - 1963-78: Medina Valencia,
  - 1978-93: Íber Valencia.
- L'Eliana (1993–04)
  - 1993-94: El Osito Eliana Valencia
  - 1994/95 - Mar Valencia
  - 1995/96 - El Osito Eliana Valencia
  - 1996/97 - Mar Valencia
  - 1997/98 - Mar El Osito L'Eliana
  - 1998/99 - Milar l Eliana Valencia
  - 2001/02 - Milar L'Eliana Valencia
  - 2003/04 - Mar Valencia El Osito L'Eliana
  - 2004/06 - El Osito L'Eliana Valencia
- Sagunto (2006–12)
  - 2006/07 - CBM Astroc Sagunto
  - 2007/08 - Balonmano Sagunto
  - 2008/09 - Balonmano Parc Sagunto
  - 2009/10 - Balonmano Parc Sagunt
  - 2011/12 - BM. Mar Sagunto
  - 2012/13 - Valencia Aicequip. Fusión (Mar Sagunto + CEH Maritim)

## Palmarés

### Palmarés internacional
- 1 x Liga de Campeones
- 1 x Recopa de Europa
- 1 x Supercopa de Europa

### Palmarés nacional
- 27 x Campeonatos de Liga
- 20 x Copas de la Reina
- 4 x Supercopas de España
- 2 x Copas ABF

## Jugadoras
Ver: Balonmanistas del Balonmano Mar Sagunto